# Brátskoye (Krasnodar)
Brátskoye (del ruso: Братское) es un seló del raión de Kushchóvskaya del krai de Krasnodar, en Rusia. Está situado en las llanuras de Kubán-Priazov, próximo al límite del krai con el óblast de Rostov, a orillas del arroyo Tsun-Tsun, tributario del río Rososh, que lo es del Elbuzd, afluente del Kagalnik, 31 km al nordeste de Kushchóvskaya y 199 km al nordeste de Krasnodar, la capital del krai. Tenía 76 habitantes en 2010
Es cabeza del municipio Glebovskoye.